# 1-е отделение Золотой Балки
Золотая Балка (1-е отделение) или 1-е отделение Золотой Балки (ранее также 1-е отделение совхоза Золотая Балка, Первое отделение совхоза Золотая Балка; посёлок 1 отделения совхоза Золотая Балка, Золотая Балка) — населённый пункт в Балаклавском муниципальном округе Балаклавского района города  Севастополя (согласно административно-территориальному делению УССР и Украины с 1957 года не имеет статуса отдельного населённого пункта в составе Балаклавского района Севастопольского горсовета; в 2014 году населённый пункт был восстановлен, при этом категорией населённого пункта определено сперва село, затем — посёлок).
Расположен в центре района, примерно в 0,5 км к северу от Балаклавы.
В соответствии с законом города Севастополя от 3 июня 2014 года № 17 − ЗС «Об установлении границ и статусе муниципальных образований в городе Севастополе» в составе новообразованного Балаклавского муниципального округа Балаклавского района были воссозданы некоторые упразднённые в 1957 году населённые пункты, включая 1-е отделение Золотой Балки, наименованное как село Золотая Балка (1-е отделение).

## Население
| 2011 | 2014 |
| ---- | ---- |
| 528  | ↗551 |

Численность населения по данным переписи населения по состоянию на 14 октября 2014 года составила 551 человек; по оценке 2011 года — 528 человек; площадь — 29,1 гектара. Жители — в основном работники совхоза, в селе действует клуб.

## История
Первое известное поселение, на месте нынешнего — хутор Скирмунда, изображённый на верстовой карте Крыма 1886 года, лист XVIII-9. В Статистическом справочнике Таврической губернии. — Ч. 1-я. Статистический очерк, выпуск восьмой Ялтинский уезд, 1915 год в Балаклавском округе Ялтинского уезда числятся, приписанные к Балаклаве, 4 хутора Золотая Балка разных хозяев.
После установления в Крыму Советской власти, по постановлению Крымревкома от 8 января 1921 года была упразднена волостная система и село вошло в состав Севастопольского уезда. 21 января 1921 года на территории Севастопольского уезда был создан Балаклавский район. В 1922 году уезды получили название округов. 11 октября 1923 года, согласно постановлению ВЦИК, в административное деление Крымской АССР были внесены изменения, в результате которых был создан Севастопольский район и село включили в его состав. Согласно Списку населённых пунктов Крымской АССР по Всесоюзной переписи 17 декабря 1926 года, в селе Золотая Балка, Кадыковского сельсовета Севастопольского района, числилось 56 дворов, из них 42 крестьянских, население составляло 180 человек, из них 141 русский, 38 татар, 8 украинцев, 1 эстонец, 1 записаны в графе «прочие», действовала русская школа I ступени (пятилетка). На основании постановления Крымского ЦИКа от 15 сентября 1930 года был вновь создан Балаклавский район, теперь как татарский национальный и Золотую Балку включили в его состав. Во время Великой Отечественной войны местность дважды — во время обороны Севастополя 1941—1942 годов и освобождени города в 1944 году оказывалась в зоне интенсивных боевых действий — штурма Сапун-Горы.
По состоянию на 1 января 1953 года в селе Золотая Балка Пригородненского сельсовета было 38 хозяйств колхозников (139 человек) и 6 хозяйств рабочих и служащих (20 человек). В 1954 году в селе числилось 42 хозяйства и 164 жителя. 7 мая 1957 года сёла района были переданы в подчинение городскому совету Севастополя и посёлок лишился статуса отдельного населённого пункта. С 21 марта 2014 года в составе Севастополя аннексировано Россией.